# Гвадалупе Викторија
Гвадалупе Викторија (шп. Guadalupe Victoria), право име Хосе Мигел Рамон Адаукто Фернандес и Феликс (шп. José Miguel Ramón Adaucto Fernández y Félix), је био мексички генерал и политички вођа који се борио за независност против Шпанске империје у Мексичком рату за независност. Био је посланик у мексичком Дому посланика за државу Дуранго и члан Врховне извршне власти након пада Првог мексичког царства. Након усвајања устава Мексика, Викторија је изабран за првог председника Сједињених Мексичких Држава.
Као председник је успоставио дипломатске односе са Великом Британијом, САД, Федералном Републиком Центроамерике и Великом Колумбијом. Такође је укинуо ропство, основао Национални музеј, промовисао образовање и ратификовао границе са САД. Наредио је протеривање Шпанаца који су преостали у земљи и поразио је последње шпанско упориште у тврђави Сан Хуан де Улуа.
Викторија је био једини председник који је окончао свој пун мандат у више од 30 година мексичке независности. Умро је 1843. године од епилепсије у тврђави Пероте, где се лечио.